# Che succ3de?
Che succ3de? è stato un programma televisivo italiano condotto da Geppi Cucciari, in onda su Rai 3, dal 26 ottobre 2020 al 15 aprile 2022 dagli studi del Centro di produzione Rai di Torino.

## Il programma
Il programma raccontava storie ed esperienze di quaranta persone comuni, provenienti da regioni italiane differenti e collegate a rotazione in studio da remoto, che componevano il gruppo del "panel". Assieme alle esperienze del "panel", venivano intervistati personaggi noti o legati ad episodi di cronaca, intervallati da servizi satirici o umoristici. Nella puntata del venerdì, che vedeva come ospite fisso Danilo Bertazzi in veste di "notaio", era proposto un quiz in cui si sfidavano da remoto un personaggio noto e un "panelista".
Dalla seconda edizione i partecipanti del panel diventarono ottanta, tra cui alcuni italiani residenti all'estero.
Al termine di ogni puntata andava in onda un montaggio (intitolato nella prima serie Un Conte al sole e nella seconda Un Mario al Sole) in cui un personaggio politico, in particolare il Presidente del consiglio in carica, interagiva in un montaggio fittizio con i personaggi della soap Un posto al sole (che andava in onda subito dopo).

## Edizioni
| Edizione | Anno      | Conduzione     | Programmazione    | Programmazione | Puntate | Studio televisivo                               |
| Edizione | Anno      | Conduzione     | Inizio            | Fine           | Puntate | Studio televisivo                               |
| -------- | --------- | -------------- | ----------------- | -------------- | ------- | ----------------------------------------------- |
| 1ª       | 2020-2021 | Geppi Cucciari | 26 ottobre 2020   | 12 marzo 2021  | 84      | Studio 1 del Centro di produzione Rai di Torino |
| 2ª       | 2021-2022 | Geppi Cucciari | 27 settembre 2021 | 15 aprile 2022 | 135     | Studio 1 del Centro di produzione Rai di Torino |